# Tourville-la-Rivière
Tourville-la-Rivière ist eine französische Gemeinde mit 2.574 Einwohnern (Stand: 1. Januar 2022) im Département Seine-Maritime in der Region Normandie. Sie gehört zum Arrondissement Rouen und zum Kanton Caudebec-lès-Elbeuf. Die Einwohner der Gemeinde heißen Tourvillais.

## Geografie
Tourville-la-Rivière liegt etwa zwölf Kilometer südlich von Rouen an der Seine. Umgeben wird es von den Nachbargemeinden Oissel-sur-Seine im Norden, Les Authieux-sur-le-Port-Saint-Ouen im Osten, Sotteville-sous-le-Val im Südosten, Freneuse im Südwesten sowie Cléon im Westen und Südwesten.
Durch die Gemeinde führt die Autoroute A13.

## Bevölkerungsentwicklung
| 1962 | 1968 | 1975 | 1982 | 1990 | 1999 | 2006 | 2012 |
| ---- | ---- | ---- | ---- | ---- | ---- | ---- | ---- |
| 953  | 1102 | 1419 | 1828 | 1886 | 2280 | 2316 | 2474 |

## Sehenswürdigkeiten
- Reste einer römischen Nekropole
- Kirche Saint-Martin aus dem 16. Jahrhundert
- Steinkreuz aus dem 17. Jahrhundert
- Schloss Torville aus dem 17. Jahrhundert mit Kapelle aus dem 15. Jahrhundert und Taubenschlag aus dem Jahre 1691